# Слоутський навчально-виховний комплекс
Комунальний заклад Березівської сільської ради "Слоутський навчально-виховний комплекс: загальноосвітня школа І — ІІІ ступенів, дошкільний навчальний заклад «Волошка» — заклад середньої освіти, що розташований у селі Слоут Глухівському районі Сумської області.

## Загальні дані
Слоутський НВК розташовано за адресою:
вул. Шкільна, 15, село Слоут, Глухівський район, Сумська область, 41436,  Україна
Мова викладання — українська.
Заклад середньої освіти є лідером природничих дисциплін за активну участь у Міжнародному інтерактивному природничому конкурсі «КОЛОСОК».

### Адміністрація
Директор закладу — Лучко Наталія Володимирівна, вчитель біології.
Заступник директора з навчально-виховної роботи — Пуюл Анна Ігорівна

### Педагогічний колектив
Навчальний процес у НВК забезпечує 24 педагоги. З них один кандидат педагогічних наук, один старший вчитель, чотири спеціалісти вищої кваліфікаційної категорії, дев'ять спеціалістів І кваліфікаційної категорії та три — ІІ кваліфікаційної категорії, шість спеціалістів.
У закладі працює також практичний психолог, педагог-організатор, соціальний педагог, керівник гурткової роботи.

## Історія
Перша школа (земська) в селі була відкрита в 1868 році. Її приміщення знаходилось біля сучасної церкви — в центрі села на сучасній вулиці Шкільна. Старі люди згадують що біля школи ріс великий кущ бузку. Цей одноповерховий будинок першої Слоутської школи був розібраний вже в 60-х роках минулого століття. При будівництві нової церкви кущ бузку було вирішено прибрати. Зараз ця територія благоустроєна.
В першій слоутській школі в 1889 році навчалось 136 хлопчиків та 16 дівчаток. В школі було три класи. За штатом було передбачено два вчителі. Згідно історичних даних, що знаходяться в фондах Слоутського краєзнавчого музею, їм виплачувалось з бюджету земства 280 рублів на рік. Помічник вчителя працював з окладом — 120 рублів. Законовчитель, що навчав слоутських дітлахів Закону Божому отримував — 60 руб. Першим вчителем був Григорій Петрович Воробей. Крім цього учні оплачували своє навчання — від 10 копійок до 1 рублів в рік.
Довгий час всі слоутські діти навчались в цій невеличкій будівлі.
Після революцій початку ХХ століття нова влада більш ґрунтовно почала ставитись до освіти своїх людей. Росло і збільшувалось село, ставало більше молоді. Слоутчани потребували великої будівлі школи. На початку 1920-х років в центрі села, якраз навпроти першої земської школи було побудовано нову двоповерхову будівлю школи.
Вважалось, що на Глухівщині це була одна з найбільших шкіл, з'явились майстерні, спортивні майданчики, шкільний город, гарний парк.
З 1929 року, в будівлі школи кожного літа розташовувався міжшкільний районний табір. Будівля земської школи були використовувалась, як квартири для вчителів.
В 50-60-х роках минулого століття в слоутському колгоспі імені Чапаєва, що очолював Василь Акимович Овсієнко, було запроваджено економічний госпрозрахунок. Почала розвиватись соціальна сфера, росли доходи слоутчан. В цей час кількість дітей стала більшою за півтисячі учнів. Старе приміщення вже не могло вмістити всіх слоутських учнів. Тому навчання велось в дві зміни. Тут же в приміщенні працювала і вечірня середня школа.
Ситуація змінилась в 1967 році. За кошти колгоспу була побудована нова сучасна триповерхова цегляна споруда середньої школи. Приміщення вже старої двоповерхової було перепрофільовано під колгоспний дитячий садок «Волошка». До того діти дошкільного віку виховувались в двох яслах — садках, що знаходились на території села в звичайних сільських хатах.
Приміщення сучасної школи розраховане на 750 місць. Одночасно побудували сучасні слюсарну і столярну майстерні та гаражі. В 1971 році для молодих фахівців, що масово прибували в нову школу було побудовано двоповерховий 16-квартирний цегляний будинок.
В 1982 році було відкрито перший в районі спец-клас по вивченню автомобілів, тракторів та правил дорожнього руху.
Вперше в районі Слоутська школа була газифіковано. Ця знаменна подія відбулась вже за часів незалежності — у 1999 році.
В 2002 році Слоутська загальноосвітня школа І — ІІІ ступенів першою в районі отримала новий статус — навчально — виховний комплекс: загальноосвітня школа І — ІІІ ступенів, дошкільний навчальний заклад.

## Сучасність
У НВК функціонує 12 навчальних кабінетів. Школа має комп'ютерний клас на 10 сучасних комп'ютерів, кабінети фізики, хімії, української мови, математики, англійської мови, актовий та спортивний зали, бібліотеку, їдальню. У навчальному процесі використовується 1 мультимедійна дошка, 6 мультимедійних проекторів, 22 ноутбуки та комп'ютери, інше сучасне навчальне обладнання.
У 2016—2017 роках у приміщенні НВК проходила реконструкція будівлі: заміна вікон, дверей та внутрішнє опорядження приміщень завдяки входженню до Березівської об'єднаної територіальної громади.
У січні 2017 року навчальний заклад долучився до проведення «Вікімарафону 2017».

## Модулі НВК

### ДНЗ «Волошка»
- функціонує дві групи
- підготовка дітей до школи

### Початкова школа
- курс «Основи здоров'я»
- тренінгові технології
- уроки комп'ютерної грамотності

### Основна школа
- третій урок фізкультури
- підготовка до профільного навчання
- вступ до інформатики